# William Nickson
Francis William "Bill" Nickson (nascido em 30 de janeiro de 1953) é um ex-ciclista britânico. Competiu em duas provas nos Jogos Olímpicos de 1976, em Montreal. Ele também competiu no Tour de France 1977.